# Haluvagilu, Hassan
Haluvagilu là một làng thuộc tehsil Hassan, huyện Hassan, bang Karnataka, Ấn Độ.